# Hajime Ohara
Hajime Ohara (大原はじめ Ohara Hajime?) (24 de julio de 1984) es un luchador profesional japonés, también conocido por su nombre artístico Ray Ohara.

## Carrera

### Toryumon (2004-presente)
Ohara debutó en Toryumon en 2004, siendo derrotado por Kanjyuro Matsuyama. Ohara pronto se alió con Kazuchika Okada, quien le había eliminado de la Young Dragons Cup 2004, y compitieron juntos en la Yamaha Cup 2005, pero fueron eliminados en la semifinal por Hiromi Horiguchi & Ryusuke Taguchi. Ohara comenzó entonces a aparecer en el Consejo Mundial de Lucha Libre haciendo equipo con Okumura.

### Pro Wrestling NOAH (2013-presente)
En mayo de 2013, Ohara comenzó a luchar para Pro Wrestling NOAH bajo la máscara de Maybach SUWA, Jr., un sustituto de SUWA (que había estado luchando como "Maybach Taniguchi, Jr." en imitación a Maybach Taniguchi).

## En lucha
- Movimientos finales
  - Finnish Forearm[1] (Sliding forearm smash) - 2010-presente
  - Do It Now[2] (Bridging wrist-clutch fisherman brainbuster)[3]
  - Muy Bien[1][2] (Armlock single leg Boston crab)

- Movimientos de firma
  - Devil Ray[2] (Arm trap headhold small package)
  - Argentine backbreaker rack
  - Arm drag con burlas
  - Arm wrench inside cradle pin
  - Bridging northern lights suplex[2]
  - Cross-legged camel clutch
  - Dropkick
  - Eye rake
  - Jumping knee strike[4]
  - Roundhouse kick
  - Tilt-a-whirl backbreaker
  - Vertical suplex

- Apodos
  - "Haji-pon"[1]

## Campeonatos y logros
- Osaka Pro Wrestling
  - NWA World Welterweight Championship (1 vez)

- Pro Wrestling Noah
  - GHC Junior Heavyweight Championship (1 vez)
  - GHC Junior Heavyweight Tag Team Championship (6 veces) – con Kenoh (2), Hitoshi Kumano (1), Daisuke Harada (1), Atsushi Kotoge (1) y Shuji Kondo (1).
  - Matsumoto Day Clinic Cup (2013)
  - NTV G+ Cup Junior Heavyweight Tag League (2014) – con Kenoh

- Toryumon
  - NWA World Welterweight Championship (1 vez)
  - NWA International Junior Heavyweight Championship (1 vez)